# Darevskia valentini
Draveskia valentini, també coneguda com llangardaix de roca Caucasia o llangardaix de valentino, és una espècie de llangardaix dins de la família Lacertidae. Les espècies natives es troben al sud-est d'Europa i a l'oest d'Àsia i va ser descrit per primera vegada per Oscar Boettger l'any 1892.
Aquest llangardaix té adaptacions morfològiques i ecològiques que li permeten ser actius en hàbitats elevats de baixes temperatures. D. valentini és una espècie diürna i ovípar.

## Etimologia
El nom específic, valentini, és en honor al naturalista Jean Valentin (1868-1898), que va estar associat amb el Naturmuseum Senckenberg.

## Descripció
Draveskia valentini és una espècie de llangardaix relativament gran (poden arribar a mesurar fins a 77 mil·límetres). Curiosament, en aquesta espècie, les femelles tenen un cos de mida més gran que els mascles. S'ha vist que fins al 4t hivern, mascles i femelles tenen una mida similar però, a partir del cinquè hivern, el creixement dels mascles s'alenteix mentre que les femelles segueixen mantenint mateix ritme. A més, també s'ha vist que les femelles acostumen a arribar edats superiors, en alguns estudis s'ha observat que pocs mascles sobreviuen més enllà del seu sisè hivern. No obstant, s'han observat organismes dels dos sexes que han arribat a l'edat de 9 anys.
Prendre el Sol és una activitat molt important per Darevskia valentini ja que li permet arribar a una temperatura corporal òptima (31-32 °C) per tal de poder dur a terme diferents activitats.

### Formació òssia
- Plaques ventrals de forma rectangular amb marges posteriors quasi rectilinis.
- Coll no serrat.
- Dorsals llises: 41-53 al llarg de la meitat del cos.
- Postnasal únic
- Filera de grànuls (generalment incompleta, rarament completa o absent) que separen ossos supraoculars i supraciliars:
  - 21-29 gulars.
  - 4-22 femorals a cada costat.
- 4-5 femorals petits, 16-18 tibials petits
- 24-28 escates laminars sota el quart dit, 1-4 escates temporals entre el massetèric i el timpà, 0-2 escates entre el massetèric i el primer supratemporal (0-2), i 16-24 escates marginals al llarg de 10 files ventrals.[4]

### Patró de colors
- El color de la part dorsal del cos verd groguenc, groc oliva, verd brillant o marró verdós.
- La franja occipital conté taques negres o marrons irregulars.
- Tenen unes línies parietals estretes del color de fons bordejades per la línia occipital central. Aquestes s'estenen des del terç dorsal fins a la cua.
- Les línies temporals amples, negres o marró fosques, contenen 1-3 files de taques rodones que tenen un color blavós en la zona postaxial.
- El cap té taques i punts negres irregulars.
- Durant l'època de cria, el ventre, coll i cap d'ambdós sexes adquireixen un color taronjós groguenc brillant i les files laterals extremes dels mascles adquireixen un color brillant o blau clar.

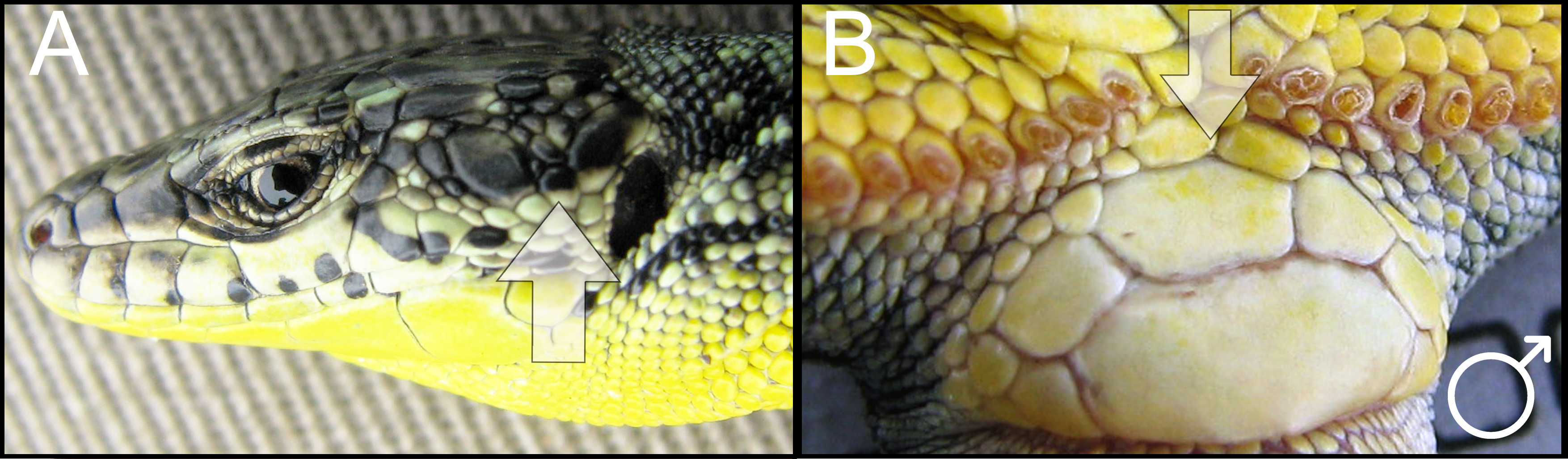
Característiques distintives d'un individu mascle de l'espècie D. valentini.

## Taxonomia
Es trob dins del regne Animalia, en el Filo Chordata, subfilo Vertebrata, clase Reptilia, orden Squamata, suborden Sauria, familia Lacertidae, subfamilia Lacertinae, gènere Darevskia.

## Subespècies
Es reconeixen tres subespècies com a vàlides, inclosa la subespècia nominotípica:
- Darevskia valentini lantzicyreni (Darevsky & Eiselt, 1967)
- Darevskia valentini spitzenbergerae (Eiselt, Darevsky y Schmidtler, 1992)
- Darevskia valentini valentini (Boettger, 1892)

## Hàbitat
Darevskia valentini sol viure en prats que es troben a 1900-3100 metres respecte el nivell del mar. El seu hàbitat natural sol consistir en àrees rocoses, praderes i matolls amb una temperatura estable més aviat freda.

### Zona geográfica

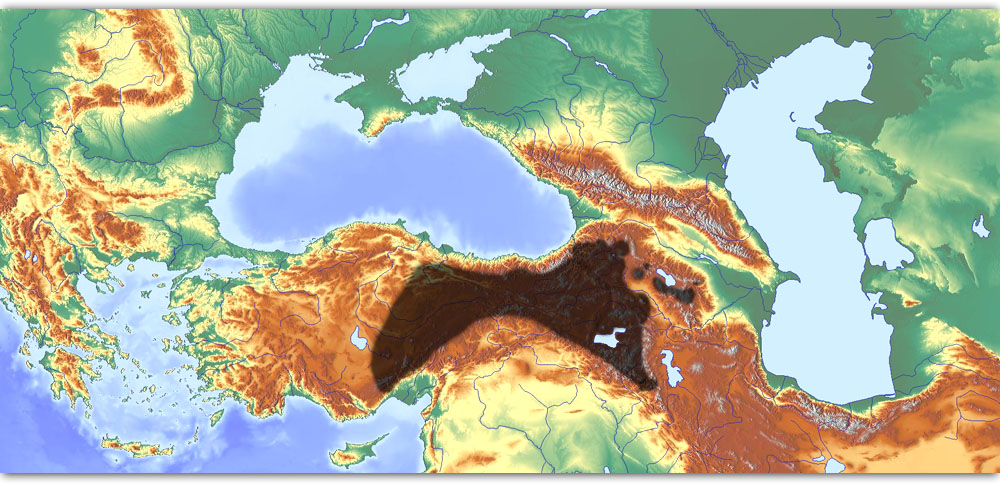
Mapa de distribució geogràfica de D. Valentini

Aquesta espècie es localitza, principalment al nord d'Armenia, est de Turquia (Kars Plateau, montaña Cilo-Sat), sud de la República de Geòrgia i al nord de l'Iran.
És possible que hagi sigut introduïda a Ohio, Estats Units.

### Estabilitat poblacional
A la major part de la seva distribució, es poden trobar entre 9-25 animals per quilòmetre quadrat (km²).
És localment abundant, però fragmentada en altituds superiors.

## Dieta
Aquest llangardaix és, principalment, insectívor. Tot i això, en algunes ocasions s'ha vist que aquesta espècie també pot menjar una petita quantitat de vegetació.
Per tant, aquests llangardaixos generalment s'alimenten d'escarabats i mosques. No obstant, també s'ha vist que poden arribar a alimentar-se, en menor quantitat, d'Himenòpters, Lepidòpters i Aràneus.

## Reproducció
El període d'emparellament de Darevskia valentini va des de principis d'abril fins a principis de Juny. Per tant, el període d'ovopositar comença a finals de juny i dura fins a finals d'agost ja que l'embaràs.